# گردباد

یک تنوره دریایی (water spout)

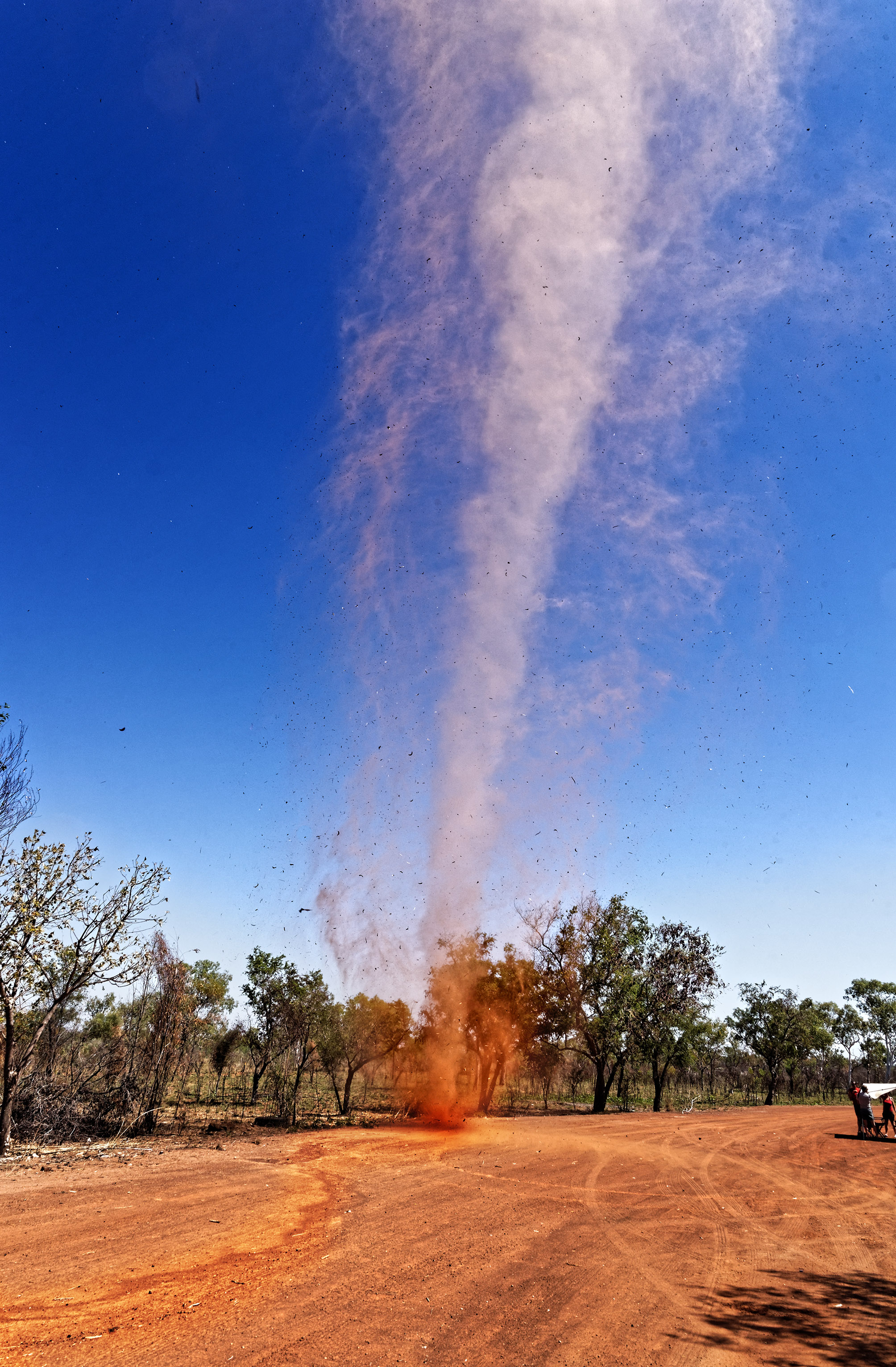
گردباد در ۶۱ کیلومتری شمال‌شرقی بروم، استرالیای غربی

گردباد (به انگلیسی: Whirlwind) نوعی پدیده وضع هوا است که از یک سیستم بادی پیچشی تشکیل شده است.
پیچند (Tornado)، تنوره دیو (Dust devil)، و پیچند دریایی (Water spout) همگی نوعی گردباد محسوب می‌شوند اما توفند (Hurricane) به دلیل مقیاس عظیم خود یک گردباد محسوب نمی‌شود بلکه یک چرخند یا سیکلون (Cyclone) به‌شمار می‌رود.
گردباد پدیده‌ای است که در آن یک تاوه از باد (یک ستون چرخان هوا با جهت عمودی) به‌دلیل ناپایداری و آشفتگی ناشی از شیب گرما و شار شکل می‌گیرد. اندازه گردبادها می‌تواند متفاوت باشد و از چند دقیقه تا چند ساعت طول بکشد.

## انواع
گردبادها به دو نوع تقسیم می‌شوند: گردبادهای بزرگ (یا عمده) و گردبادهای کوچک‌تر (یا جزئی). دسته اول شامل پیچند، پیچند دریایی و پیچند خشکی است. دامنه تاوه‌های جوّی یک پیوستار را تشکیل می‌دهد که طبقه‌بندی قطعی آن دشوار است. گاهی ممکن است برخی از گردبادهای کوچک‌تر با افزایش شدت مرتبط به روشی مشابه گردبادهای بزرگ‌تر ایجاد شوند. این انواع میانی گردباد شامل جَست‌پیچند و گردباد آتشین است. سایر انواع گردبادهای کوچک‌تر شامل تنوره دیو، دیو بخار، پیچند دریایی، دیو واریزه، دیو برگ یا دیو یونجه، دیو آب، و پیچک‌های برشی مانند گردبادهای پیچشی هستند.

## هوای مرتبط
توفان‌های تندری اَبَرسلولی، توفان‌های قدرتمند دیگر، و بادهای قوی همراه با گردبادهای بزرگ دیده می‌شوند. توفان‌های باد معمولاً با گردبادهای کوچک‌تر دیده می‌شوند. همچنین، «انفجارهای باد» کوچک و نیمه قدرتمند ممکن است قبل از برخی گردبادهای جزئی دیده شوند که می‌توانند از توفان بادی ناشی شوند. این انفجارهای باد می‌توانند شروع به چرخش کرده و گردبادهای جزئی را تشکیل دهند. بادهای ناشی از طوفان‌های کوچک دیگر (مانند توفان‌های باران و توفان‌های تندری محلی) می‌توانند باعث ایجاد گردبادهای جزئی شوند. مانند گردبادهای بزرگ، این گردبادهای جزئی نیز گاهی می‌توانند خطرناک باشند.

## پدیده‌های مشابه
پیچک‌ها و تاوه‌ها ممکن است در هر سیالی تشکیل شوند. گرداب پدیده مشابه گردباد در آب است.